# Paraboloida obrotowa

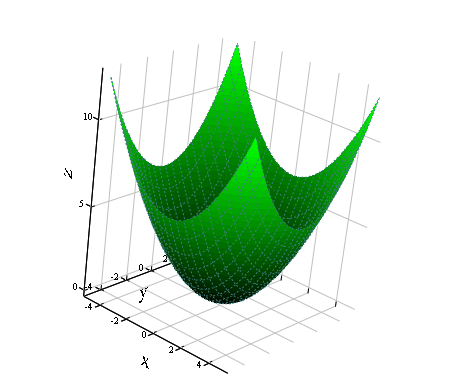
Paraboloida obrotowa dla a=1. Wykres na obszarze
[−5,5]x[−5,5

Paraboloida obrotowa to nieograniczona powierzchnia drugiego stopnia posiadająca jedną oś symetrii, jedna z odmian paraboloidy, szczególny przypadek paraboloidy eliptycznej.
Powierzchnia ta powstała w wyniku obrotu paraboli wokół jej osi symetrii. Jej równanie kanoniczne ma postać:
{\displaystyle x^{2}+y^{2}=a^{2}z,}
gdzie {\displaystyle a>0.}
Przekrój paraboloidy obrotowej płaszczyzną prostopadłą do osi Z jest okręgiem, a płaszczyzną równoległą do tej osi jest parabolą. Kształt paraboloidy obrotowej ma wycinek czaszy anteny satelitarnej; taki kształt powoduje, że wszystkie promienie fal elektromagnetycznych, padające równolegle wzdłuż osi Z, po odbiciu od jej powierzchni skupiają się w jednym punkcie. Kształt paraboloidy obrotowej przyjmuje także powierzchnia cieczy wirującej w okrągłym naczyniu pod wpływem siły odśrodkowej i siły ciężkości.